# 楊國強 (台灣軍事人物)
楊國強（1950年3月5日—），中華民國陸軍中將退役，生於臺灣新竹市眷村，籍貫河南省新野縣，畢業於陸軍官校正41期裝甲兵科、南非共和國陸軍學院、美國陸軍戰爭學院；曾任國防部總政治作戰部軍紀監察處處長、財產申報處處長、陸軍裝甲兵學校校長、陸軍軍官學校校長、國家安全局副局長、駐美國華府中將特派員、欣欣客運董事長。
2015年7月24日，在國安會秘書長高華柱掌政時期接替李翔宙出任國安局局長。2016年3月初，憲兵違法搜索案被媒體揭露，楊在立法院備詢態度倍受爭議。2016年政權交接後自請新政府蔡英文總統欽點留任，但於執行英翔專案同時發生雄風三型反艦飛彈誤射事件，後陸續在南海仲裁案、太平島擴建爭議、冲之鳥礁、與貫徹新南向政策議題中，國安局皆無建樹；終於在九三遊行、總統換車輿論風評與國安局公關外遇案後，於10月25日請辭。
2017年3月24日，蔡英文總統任命楊國強中將為中華民國駐泰國大使。4月19日，尚未宣誓出任即已向總統蔡英文請辭，原因是家人的健康因素。

## 引用
1. ↑  .   [2019-03-30]. （原始内容存档于2020-07-26）.
2. ↑  葉鴻裕. . 經濟日報 (聯合報系). 2013-12-09  [2014-05-08]. （原始内容存档于2014-05-08）.
3. ↑  三立新聞台. . 東網. 2016年3月17日  [2022-03-11]. （原始内容存档于2022-03-12）.
4. ↑  . 自由時報. 2016年3月18日  [2022-03-11]. （原始内容存档于2022-03-12）.
5. ↑  鍾年晃. . 自由時報. 2016年3月18日  [2022-03-11]. （原始内容存档于2022-03-12）.
6. 1 2  李天鐸. . 東網. 2016年10月23日  [2022-03-11]. （原始内容存档于2022-03-12） （中文（香港））.
7. ↑  .   [2017-04-19]. （原始内容存档于2017-05-18）.
8. ↑  丘采薇、徐偉真、胡宥心. . 聯合新聞網. 2017年4月20日  [2017年4月24日]. （原始内容存档于2020年7月26日）.

| 军职             | 军职                                                  | 军职          |
| ---------------- | ----------------------------------------------------- | ------------- |
| 前任： 張岳衡    | 中華民國陸軍軍官學校校長 2002年3月－2005年6月         | 繼任： 王根林 |
| 中華民國政府職務 |                                                       |               |
| 總統府           |                                                       |               |
| 前任： 李翔宙    | 國家安全局局長 第十八任 2015年7月24日－2016年10月25日 | 繼任： 彭勝竹 |